# Leichlingen
Leichlingen település Németországban, azon belül Észak-Rajna-Vesztfália tartományban. Lakosainak száma 28 202 fő (2023. december 31.). Leichlingen Burscheid és Bergisch Neukirchen községekkel határos.

## Népesség
A település népességének változása:
| Lakosok száma | 24 616 | 28 166 | 28 031 | 27 868 | 28 048 | 28 202 |
|               | 1975   | 2017   | 2019   | 2021   | 2022   | 2023   |